# Кызыл-Булак (Ноокатский район)
Кызыл-Булак (кирг. Кызыл-Булак) — село в Кыргызстане. Входит в состав Кулатовского айыльного округа Ноокатского района Ошской области Кыргызстана.
Кызыл-Булак — климатический курорт с минеральными источниками, который находится на северном склоне Алайского хребта на высоте 1250 метров над уровнем моря. Климат: континентальный, с малоснежной зимой и теплым летом. Средняя температура в июле составляет +28 градусов, зимой столбик термометра иногда может опускаться ниже 0 градусов.
Население по переписи 2009 года составляло 2 932 человека.

## История
Ранее в составе Ферганской области, Российской империи.

## Персоналии
- Уроженец села — Кулатов, Турабай Кулатович (1907—1984), советский государственный и партийный деятель, председатель Президиума Верховного Совета Киргизской ССР (1945—1978).